# Коренной ельник Рузского лесничества
Коренной ельник Рузского лесничества — памятник природы регионального (областного) значения Московской области, который включает ценные в экологическом, научном и эстетическом отношении природные комплексы, а также природные объекты, нуждающиеся в особой охране для сохранения их естественного состояния:
- склоновые еловые и сосново-еловые кислично-папоротниково-широкотравные леса, луга и мелколиственные леса поймы реки Рузы;
- места произрастания и обитания редких видов растений и животных, занесенных в Красную книгу Московской области.

Памятник природы основан в 1988 году. Местонахождение: Московская область, городской округ Шаховская, 0,5 км к западу от деревни Неданово, 0,5 км к северу от деревни Большое Сытьково. Общая площадь памятника природы составляет 150,12 га. Памятник природы включает квартал 4 Серединского участкового лесничества Волоколамского лесничества.

## Описание
Территория памятника природы расположена в местности свежих, влажных моренных равнин и крутого склона левобережья долины реки Рузы в осевой части Смоленско-Московской возвышенности. Непосредственно в пределы памятника природы входят основная и склоновая поверхность моренной равнины с единичным холмом, склон долины реки Рузы и её пойма.
Кровля дочетвертичного фундамента, сложенная известняками и доломитами карбона, в окрестностях памятника природы местами близко примыкает к дневной поверхности.
Абсолютные высоты поверхности колеблются от 188,8 м (уреза воды реки Рузы в северном углу памятника природы) до 222 м (вершины холма в юго-восточной оконечности памятника природы).
В центральной части памятника природы расположена плоская основная поверхность моренной равнины на абсолютных высотах порядка 215—220 м. В пределы памятника природы входит фрагмент холма, вытянутого в юго-восточном направлении, на вершине которого находится максимальная абсолютная отметка памятника природы — 222 м. Крутизна склонов моренной равнины — 3—5°. В южной оконечности памятника природы к моренному склону примыкает фрагмент древней ложбины стока, в днище которой имеется временный водоток — ручей Кузовок — с донным врезом (шириной до 0,5 м, глубиной до 0,3 м). В пределах памятника природы ложбина стока, шириной 400 м, протягивается в восточном направлении. Вершинная и склоновая поверхности моренной равнины сложены покровными суглинками, подстилаемыми мореной валунно-суглинистого состава, где в настоящее время действуют процессы делювиального смыва и дефлюкции (на склонах), эрозии временных водотоков и аккумуляции отложений, заболачивание (в днище ложбины стока).
В северной части памятника природы расположен склон долины реки Рузы, на абсолютных высотах 190—215 м. Высота долинного склона — порядка 27 м от уреза воды реки Рузы. Поперечный профиль склона прямой, средней крутизны — 10—15° (местами более 30°). Склон долины сложен делювиальными, пролювиальными и дефлюкционными суглинками.
Склон долины осложнен широкой сетью эрозионных форм по типу оврагов и балок. Их вершины расположены на абсолютных высотах порядка 210 м. Ширина эрозионных форм — 12—14 м (до 16 м), их поперечный профиль V-образный (редко — корытообразный), крутизна бортов — 30—35°, высота бортов — 2—3 м (до 4 м), днище узкое — 1—2 м (редко широкое — до 5 м). В их днищах часто прослеживаются донные врезы (шириной до 0,5 м, глубиной 0,2—0,3 м), иногда — с ручьями и сочениями. Дно ручьев каменисто-песчаное. В западной части памятника природы, в верхней части склона долины зафиксированы барсучьи норы («барсучий городок»). На долинном склоне действуют процессы делювиального смыва, дефлюкции, местами — переработка верхних слоев грунта (норы барсука).
Вдоль западной и северной окраины памятника природы протягивается высокая пойма долины реки Рузы. Ширина поймы 5—7 м, до 10 м. Высота поймы над урезом воды — 2 м. Средняя и низкая пойма выражены фрагментарно. Здесь проходят процессы аккумуляции аллювиальных отложений, эрозии постоянных водотоков.
На северной границе памятника природы расположен постоянный водоток — река Руза (левый приток реки Москвы). Протяженность реки Рузы (в пределах памятника природы) — 0,7 км. Генеральное направление реки — с запада на восток. Скорость течения — 0,3 м/с. В южной оконечности памятника природы в восточном направлении протягивается ручей Кузовок (правый приток реки Рузы). В днищах некоторых оврагов на долинном склоне расположены временные водотоки.
Поверхностный сток на основной территории памятника природы направлен с юга на север в русло реки Рузы, где далее вне границ памятника природы поступает на восток в русло реки Москвы. В южной части памятника природы поверхностный сток протекает на юг — в днище древней ложбины стока с ручьем Кузовком, и далее вне границ памятника природы поступает в русло реки Рузы.
Вершинная и склоновая поверхности моренной равнины сложены дерново-подзолистыми почвами. Склон долины реки Рузы выполнен дерново-подзолистыми глееватыми почвами. Почвенный покров поймы реки Рузы представлен аллювиальными светло-гумусовыми почвами.

### Флора и растительность
На территории памятника природы преобладают старовозрастные еловые леса, имеются участки мелколиственных — берёзовых, осиновых лесов с елью, сероольховые леса поймы реки Рузы и её притоков. Значительная часть еловых лесов поражена короедом-типографом, здесь проведены обширные санитарные рубки.
В восточной части памятника природы на склонах средней крутизны развиты старые еловые леса (диаметр стволов елей — 50 см) с березами и осинами во втором древесной ярусе кислично-папоротниковые с двулепестником альпийским с малиной, бореальными и дубравными видами трав. На старых осинах в этих лесах встречается редкий мох — некера перистая (вид, занесенный в Красную книгу Московской области) и лишайники из рода пельтигера. Здесь встречаются колокольчик широколистный (редкий и уязвимый вид, не включенный в Красную книгу Московской области, но нуждающийся на территории области в постоянном контроле и наблюдении), подмаренник трехцветковый, вербейник монетчатый, костяника, хвощ лесной. В неглубоко врезанном овраге, проходящем через эту часть леса, растут старые ели, березы и лещины, в травяном покрове обычны сныть обыкновенная, звездчатка дубравная, живучка ползучая, щитовник мужской и кочедыжник женский. На выположенных участках склонов увеличивается доля жимолости, кочедыжника, звездчатки и живучки.
В еловых средневозрастных лесах с березой и осиной кислично-влажнотравно-широкотравных есть небольшие участки березняков, единично встречается липа мелколистная. В травяном покрове преобладают сныть, кислица обыкновенная, скерда болотная, живучка, гравилат городской, чистец лесной.
Пологие моренные склоны заняты старыми ельниками, в настоящее время пораженными короедом-типографом. Значительная часть древостоя выпала по различным причинам, и на месте елей в образовавшихся окнах разрастается подрост березы, осины, ивы козьей, рябины, бузина обыкновенная, лещина, жимолость лесная, малина и бересклет бородавчатый. Травостой здесь густой, встречаются щучка дернистая, папоротники, дрема лесная, овсяница гигантская, ежа сборная, зеленчук жёлтый, земляника лесная, хвощ лесной, чистотел большой, двулепестник альпийский. Большая часть леса здесь сильно поражена короедом-типографом, самые зараженные участки с сухими елями вырублены.
На долинном склоне реки Рузы сохранились старовозрастные еловые и сосново-еловые леса кустарниковые кислично-папоротниково-широкотравные. Диаметр стволов старых елей и сосен достигает 45—60 см. Подрост образован елью и рябиной, местами — клёном платановидным, реже — липой мелколистной. Из кустарников часто встречаются лещина, бересклет бородавчатый, жимолость лесная, малина (группами). Травяной покров образуют сныть обыкновенная, зеленчук жёлтый и щитовник расширенный, довольно обильны копытень европейский и кислица обыкновенная. Часто встречаются с невысоким обилием звездчатка жестколистная, чина весенняя, коротконожка лесная, щитовники мужской и картузианский, осока пальчатая, фиалка удивительная, вейник лесной (тростниковидный), яснотка крапчатая.
На одном из участков склона, где известняки близко подходят к поверхности, найдена куртина шалфея клейкого — вида, занесенного в Красную книгу Московской области. На другом участке склона в сосново-еловом кустарниковом сомкнутом лесу обильна печеночница благородная, занесенная в Красную книгу Московской области. Здесь встречаются, кроме вышеперечисленных видов, адокса мускусная, фиалка теневая, бор развесистый, воронец колосистый, подмаренник трехцветковый, герань Роберта; на почве, кроме мхов рода мниум, много печеночника — плагиохиллы порелловидной.
На наиболее крутых и дренированных частях склонов пятнами растет осока волосистая.
В оврагах и балках, прорезающих долинный склон реки Рузы, в еловых лесах обильны кустарники, папоротники и широкотравье. Здесь много черемухи, встречается клен. В местах сочений и по руслам глубоко врезанных ручьев в овраге растут герань Роберта, пырейник собачий, яснотка пятнистая, хвощ зимующий, будра плющевидная, чистец лесной.
В нижних частях склонов встречаются черемуха и ольха серая, много колокольчика широколистного и хвоща зимующего, встречаются аконит (борец) северный, звездчатка дубравная, хвощ луговой, бутень ароматный, дрема лесная, крапива двудомная и папоротники (кочедыжник женский, щитовники мужской и расширенный). Почва покрыта мхами рода мниум.
На более пологих частях склонов в западной части памятника природы сохранились старые трансформированные лесокультуры сосны с участием осины и ели лещиновые кислично-зеленчуковые с осокой пальчатой, мицелисом, копытнем, щитовником картузианским, живучкой, чистотелом большим, бором развесистым, недотрогой обыкновенной, двулепестником альпийским. В восточной части памятника природы в лесокультурах много черёмухи и рябины во втором ярусе, а в травостое доминируют кислица, двулепестник, живучка ползучая и папоротники.
В широких лесных балках с ручьями на влажной почве обильны крапива двудомная, таволга вязолистная, кочедыжник женский. Хвощ лесной, сныть, скерда болотная, звездчатка дубравная, селезеночник, встречаются незабудка болотная, бодяк овощной и ситник развесистый. В нижних устьевых частях балок развиты сероольшаники крапивно-таволговые, которые встречаются и на высокой пойме реки Рузы, и на конусах выноса оврагов.
Луга высокой поймы реки Рузы представлены следующими типами: крапивно-таволгово-кострецовыми, крапивно-таволгово-двукисточниковыми, разнотравно-кострецовыми с купырем лесным, геранью луговой, подмаренником мягким, ежой сборной, пырейником ползучим и пикульником обыкновенным. Здесь встречаются бутень Прескотта, бодяк полевой, чина луговая, пижма обыкновенная, иван-чай (кипрей узколистный) и другие. Ближе к берегу реки на лугах обилен подмаренник приручейный, бодяк овощной и двукисточник тростниковидный.
По берегам реки Рузы растут старые ветлы (ива белая), встречаются черемуха и ольха серая. Деревья местами обвиты хмелем, а кустарники — эхиноцистисом дольчатым и повоем заборным. Вдоль берега под ветлами доминирует двукисточник тростниковидный, обильны крапива, мягковолосник водяной, бутень Прескотта, яснотка крапчатая, дудник лесной, сныть обыкновенная, таволга вязолистная, колокольчик широколистный, валериана лекарственная, будра плющевидная, бодяк овощной, купырь лесной, полынь обыкновенная, жерушник австрийский.
В воде встречаются кубышка жёлтая, стрелолист обыкновенный, уруть колосистая, частуха водяная, рдест курчавый. Рядом с перекатами найдена кубышка малая (вид, занесенный в Красную книгу Московской области).

### Фауна
Животное население памятника природы отличается репрезентативностью для лесных сообществ запада Московской области. На его территории отмечено обитание 62 видов наземных позвоночных животных, в том числе двух видов амфибий, одного вида рептилий, 48 видов птиц и 11 видов млекопитающих.
Основу фаунистического комплекса наземных позвоночных животных памятника природы составляют виды, характерные для хвойных (преимущественно еловых) лесов Нечернозёмного центра России. Абсолютно преобладают виды, экологически связанные с древесно-кустарниковой растительностью. Относительно немного водно-болотных видов, связанных с поймой реки Рузы, протекающей по границе памятника природы. Незначительная доля синантропных видов, тяготеющих к близлежащим населенным пунктам и встречающихся только по опушкам лесного массива, свидетельствует о высокой степени сохранности и целостности природного комплекса.
Практически всю территорию памятника природы населяет зооформация хвойных и смешанных лесов, занимающая старовозрастные еловые леса с участием сосны, березы и осины. Развитый подрост ели, местами клёна и липы, обильный кустарниковый ярус с участием лещины создают благоприятные защитные и кормовые условия для разнообразных лесных животных.
Основу животного населения позвоночных животных в этих местообитаниях составляют типичные таёжные виды как европейского происхождения (рыжая полевка, лесная куница, пеночка-весничка, пеночка-теньковка, желтоголовый королек, серая мухоловка, зарянка, певчий дрозд, чиж, так и сибирского (обыкновенная белка, рябчик, желна, рябинник, зелёная пеночка, пухляк). Значительную долю населения животных в субнеморальных ельниках составляют выходцы из европейских широколиственных лесов — обыкновенный еж, вяхирь, лесной конек, обыкновенная иволга, сойка, крапивник, пеночка-трещотка, славка-черноголовка, мухоловка-пеструшка, чёрный дрозд, большая синица, лазоревка, зяблик, а также характерные лесные или вообще широкораспространенные виды: обыкновенная бурозубка, обыкновенная лисица, заяц-беляк, лось, кабан, канюк, обыкновенная кукушка, большой пестрый дятел, ворон. Отмечены кедровка (вид, занесенный в Красную книгу Московской области) и тетерев (редкий и уязвимый вид, не включенный в Красную книгу Московской области, но нуждающийся на территории области в постоянном контроле и наблюдении).
На склоне долины Рузы расположен старый жилой барсучий городок (барсук является редким и уязвимым видом, не включенным в Красную книгу Московской области, но нуждающимся на территории области в постоянном контроле и наблюдении). Отмечено гнездование перепелятника. С еловыми и смешанными лесами связаны в своем распространении серая жаба и живородящая ящерица.
Узкую периферическую полосу территории памятника природы населяет зооформация пойменных местообитаний, приуроченная к руслу и пойме реки Рузы и её притоков. Характерными обитателями околоводных пойменных комплексов в данном лесном массиве являются горностай, черныш, малый пестрый дятел, белоспинный дятел (вид, занесенный в Красную книгу Московской области), обыкновенный соловей, садовая и болотная камышевки, садовая славка, ополовник, чечевица, остромордая лягушка. На берегах реки Рузы отмечаются следы деятельности бобров, встречаются речная выдра (вид, занесенный в Красную книгу Московской области) и американская норка, обычны серая цапля и белая трясогузка.
Над акваторией реки Рузы отмечаются чёрный коршун (вид, занесенный в Красную книгу Московской области), сизая и озерная чайки, чёрный стриж; в заводях обитают зеленые лягушки.
На опушках, переходящих в зарастающие луга, расположенные вдоль южных и восточных границ памятника природы, фаунистический комплекс обогащается за счет таких характерных луго-полевых и синантропных видов, как обыкновенная и пашенная полёвки, деревенская ласточка, сорока, скворец, луговой чекан, щегол, обыкновенная овсянка.

## Объекты особой охраны памятника природы
Охраняемые экосистемы: склоновые еловые и сосново-еловые леса кислично-папоротниково-широкотравные леса, луга и мелколиственные леса поймы реки Рузы.
Места произрастания и обитания охраняемых в Московской области, а также иных редких и уязвимых видов растений и животных, зафиксированных на территории памятника природы, а также барсука и тетерева.
Охраняемые в Московской области, а также иные редкие и уязвимые виды растений:
- виды, занесенные в Красную книгу Московской области: печеночница благородная, кубышка малая, шалфей клейкий;
- виды, являющиеся редкими и уязвимыми таксонами, не включенные в Красную книгу Московской области, но нуждающиеся на территории Московской области в постоянном контроле и наблюдении: колокольчик широколистный.

Охраняемые в Московской области виды животных, занесенные в Красную книгу Московской области: речная выдра, чёрный коршун, белоспинный дятел, кедровка.